# François Bacqué
Pour les articles homonymes, voir Bacqué.
François Bacqué, né le 2 septembre 1936 à Bordeaux (Gironde) et mort le 9 novembre 2023 à Rome (Latium, Italie), est un archevêque catholique français, nonce apostolique en République dominicaine, puis aux Pays-Bas (en) jusqu'en 2011.

## Biographie
François Bacqué est ordonné prêtre le 1er octobre 1966, pour le diocèse de Bordeaux.
Nommé pro-nonce apostolique au Sri Lanka (en) le 17 juin 1988 par Jean-Paul II avec le titre d'archevêque titulaire (ou in partibus) de Gradisca (de), il est consacré le 3 septembre suivant par le cardinal Agostino Casaroli, secrétaire d'État, assisté de Marius Maziers, archevêque de Bordeaux et de Thierry Jordan, évêque coadjuteur de Pontoise.
Appartenant au corps diplomatique du Vatican, il fut au début de sa carrière l'adjoint du nonce et futur cardinal Angelo Sodano à Santiago du Chili, et, à ce titre, a été informé de l'immense scandale sexuel autour du prêtre Fernando Karadima, pour lequel il sera, ainsi que le cardinal Angelo Sodano, longuement cité et critiqué dans le livre Sodoma de Frédéric Martel. 
En 1994, François Bacqué est nommé nonce apostolique en République dominicaine (en), puis en 2001, aux Pays-Bas (en), où notamment il est coconsécrateur de Gerard de Korte, comme évêque de Groningue, le 13 septembre 2008.
Il se retire en février 2012 ayant atteint l'âge de 75 ans. Il meurt le 9 novembre 2023 à Rome.

## Succession apostolique
François Bacqué a ordonné les évêques suivants :
- Évêque Rafael Leónidas Felipe y Núñez (es) (2000)

## Décorations
- Officier des ordres nationaux de la Légion d'honneur et du Mérite (France);
- Grand-Croix de l'ordre d'Orange-Nassau (Pays-Bas);
- Grand-Croix de l'ordre de Duarte, Sanchez & Mella (République Dominicaine);
- Grand officier de l'ordre de l'Infant Don Enrique (Portugal)[5];
- Commandeur de l'ordre du Mérite (Chili);
- Commandeur de l'ordre de Dannebrog (Danemark);
- Commandeur de l'ordre du Christ (Portugal)[5];
- Chapelain Grand-Croix de l'ordre souverain de Malte et Grand-Croix pro piis meritis melitensi;
- Chapelain Grand-Croix de l'ordre Constantinien de Saint-Georges.